# Mürzhofen
Mürzhofen est une commune autrichienne du district de Bruck-Mürzzuschlag en Styrie.